# おジャ魔女どれみのディスコグラフィ
おジャ魔女どれみのディスコグラフィ（おジャまじょどれみのディスコグラフィ）では、テレビアニメ『おジャ魔女どれみ』の関連CDについて記述する。なお主題歌を歌っているMAHO堂についても本項で述べる。

## シングル

### おジャ魔女カーニバル!!
MAHO堂の1枚目のシングルとして1999年3月5日にバンダイ・ミュージックエンタテインメントから発売された。
テレビアニメ『おジャ魔女どれみ』のオープニングテーマとエンディングテーマが収録されている。CDジャケットには、春風どれみ、藤原はづき、妹尾あいこ、マジョリカが描かれている。
2007年5月20日に放送されたラジオ大阪のラジオ番組『THE IDOLM@STER RADIO』のコーナーの1つ「歌姫楽園」にてたかはし智秋・今井麻美・下田麻美に『おジャ魔女カーニバル!!』がカバーされた。楽曲は2008年6月4日発売のCD「THE IDOLM@STER COLORFUL MEMORIES」に収録された。
2009年2月15日に行われた、声優ユニットスフィアのイベント「ミュージックレインgirls 春のチョコまつり」内にて、同ユニットの一員である戸松遥が『おジャ魔女カーニバル!!』をカバーした。
i☆Risの茜屋日海夏、若井友希、久保田未夢がミニアルバム『カバ☆リス』（2013年4月3日発売）で『おジャ魔女カーニバル!!』をカバーした。
Yun*chiが『アニ*ゆん〜anime song cover〜』(2015年4月15日）で『おジャ魔女カーニバル!!』をカバーした。
2020年10月31日にはゲーム『バンドリ! ガールズバンドパーティ!』において、『おジャ魔女どれみ』とのコラボイベントの一環として、登場バンドのハロー、ハッピーワールド!によるカバーバージョンが配信された。
森口博子のカバーアルバム『ANISON COVERS 2』（2024年8月7日発売）に森口と百田夏菜子（ももいろクローバーZ）によるカバーバージョンを収録。また7月24日には、アルバム発売に先駆けて先行配信された。
LIFULLの不動産・住宅情報サイト「LIFULL HOME'S」のテレビCM（出演：川口春奈・山里亮太、2022年8月24日放送開始）にて『おジャ魔女カーニバル!!』の替え歌がCMソングとして使用された。
収録曲
1. おジャ魔女カーニバル!! [3:35]
歌：MAHO堂〔春風どれみ（千葉千恵巳）、藤原はづき（秋谷智子）、妹尾あいこ（松岡由貴）〕
作詞：大森祥子、作曲：池毅、編曲：坂本昌之
テレビアニメ『おジャ魔女どれみ』オープニングテーマ
2. きっと明日は [3:30]
歌：しゅうさえこ
作詞：大森祥子、作曲：茅原万起、編曲：川崎真弘
テレビアニメ『おジャ魔女どれみ』エンディングテーマ
3. おジャ魔女カーニバル!!（オリジナル・カラオケ）
4. きっと明日は（オリジナル・カラオケ）

受賞
1999年の第4回アニメーション神戸でAM神戸賞（主題歌賞）を受賞。2019年3月1日には、ソニー・ミュージックエンタテインメントのアニメソング人気投票キャンペーン「平成アニソン大賞」においてキャラクターソング賞（1989年 - 1999年）に選出された。

### おジャ魔女はココにいる
MAHO堂の2枚目のシングルとして2000年3月24日にキングレコードから発売された。
テレビアニメ『おジャ魔女どれみ♯』の主題歌を収録している。CDジャケットには、春風どれみ、藤原はづき、妹尾あいこ、瀬川おんぷ、ハナちゃん、春風ぽっぷが描かれている。
収録曲
共通で
歌：MAHO堂〔春風どれみ（千葉千恵巳）、藤原はづき（秋谷智子）、妹尾あいこ（松岡由貴）、瀬川おんぷ（宍戸留美）〕
1. おジャ魔女はココにいる
作詞：並河祥太 / 作曲・編曲：堀隆
オープニングテーマ
2. 声をきかせて
作詞・作曲：杉山加奈 / 編曲：丸尾めぐみ
エンディングテーマ
3. おジャ魔女はココにいる（カラオケ）
4. 声をきかせて（カラオケ）

### おジャ魔女でBAN2
MAHO堂の3枚目のシングルとして2001年2月21日にマーベラスエンターテイメントから発売された。
テレビアニメ『も〜っと! おジャ魔女どれみ』の主題歌が収録されている。CDジャケットには、春風どれみ、藤原はづき、妹尾あいこ、瀬川おんぷ、飛鳥ももこが描かれている。
収録曲
1. おジャ魔女でBAN2
歌：MAHO堂〔春風どれみ（千葉千恵巳）、藤原はづき（秋谷智子）、妹尾あいこ（松岡由貴）、瀬川おんぷ（宍戸留美）、飛鳥ももこ（宮原永海）〕
作詞：里乃塚玲央 / 作曲：小杉保夫 / 編曲：安井歩
テレビアニメ『も〜っと! おジャ魔女どれみ』オープニングテーマ
2. たからもの
歌：こむろゆい
作詞・作曲：茅原万起 / 編曲：安井歩
テレビアニメ『も〜っと! おジャ魔女どれみ』エンディングテーマ
3. おジャ魔女でBAN2（オリジナル・カラオケ）
4. たからもの（オリジナル・カラオケ）

### DANCE!おジャ魔女
MAHO堂の5枚目のシングルとして2002年2月21日にマーベラスエンターテイメントから発売された。
テレビアニメ『おジャ魔女どれみドッカ～ン!』の主題歌が収録されている。CDジャケットには、春風どれみ、藤原はづき、妹尾あいこ、瀬川おんぷ、飛鳥ももこ、巻機山花が描かれている。
2020年10月31日にはゲーム『バンドリ! ガールズバンドパーティ!』において、『おジャ魔女どれみ』とのコラボイベントの一環として、登場バンドのPastel*Palettesによるカバーバージョンが配信された。
収録曲
1. DANCE!おジャ魔女
歌：MAHO堂〔春風どれみ（千葉千恵巳）、藤原はづき（秋谷智子）、妹尾あいこ（松岡由貴）、瀬川おんぷ（宍戸留美）、飛鳥ももこ（宮原永海）、ハナちゃん（大谷育江）〕
作詞：もりちよこ / 作曲：小杉保夫 / 編曲：山中紀昌
テレビアニメ『おジャ魔女どれみドッカ～ン!』オープニングテーマ
2. わたしのつばさ
歌：中司雅美
作詞：ひかわさくら / 作曲：佐藤恭野 / 編曲：信田かずお
テレビアニメ『おジャ魔女どれみドッカ～ン!』エンディングテーマ
3. DANCE!おジャ魔女（オリジナル・カラオケ）
4. わたしのつばさ（オリジナル・カラオケ）

### ナ・イ・ショ・YO! おジャ魔女
MAHO堂の7作目のシングルとして2004年9月24日にマーベラスエンターテイメントから発売された。
テレビアニメ『おジャ魔女どれみナ・イ・ショ』の主題歌を収録している。CD+DVD版が初回限定で販売されており、DVDにはオープニングムービーとエンディングムービーのノンテロップ版が収録されている。
CDジャケットには、エンディングムービーで用いられている2頭身デフォルメ化した春風どれみ、藤原はづき、妹尾あいこ、瀬川おんぷ、飛鳥ももこが描かれている。
収録曲
共通で歌：MAHO堂〔春風どれみ（千葉千恵巳）、藤原はづき（秋谷智子）、妹尾あいこ（松岡由貴）、瀬川おんぷ（宍戸留美）、飛鳥ももこ（宮原永海）、ハナちゃん（大谷育江）〕
1. ナ・イ・ショ・YO! おジャ魔女
作詞：柚木美祐 / 作曲：吉山隆之 / 編曲：川本盛文
オープニングテーマ
2. ステキ∞[注釈 7]
作詞：柚木美祐 / 作曲：坂下正俊 / 編曲：川本盛文
エンディングテーマ
3. ナ・イ・ショ・YO! おジャ魔女（カラオケ）
4. ステキ∞（カラオケ）

## アルバム

### ヴォーカルコレクション!!
『おジャ魔女CDくらぶ その1 おジャ魔女ヴォーカルコレクション!!』は、テレビアニメ『おジャ魔女どれみ』のキャラクターソングなどを収録したボーカルアルバムである。1999年4月21日発売。
CDジャケットには、春風どれみ、藤原はづき、妹尾あいこが描かれている。
収録曲
1. おジャ魔女トーク その1
2. おジャ魔女カーニバル!!
歌：MAHO堂（春風どれみ（千葉千恵巳）、藤原はづき（秋谷智子）、妹尾あいこ（松岡由貴））
作詞：大森祥子、作曲：池毅、編曲：坂本昌之
テレビアニメ『おジャ魔女どれみ』オープニングテーマ
3. ピリカピリ♥ラッキー!
歌：五條真由美
作詞：柚木美祐、作曲：松原みき、編曲：坂本昌之
4. ドキドキの魔法
歌：松浦有希
作詞・作曲・編曲：松浦有希
5. デラ's Song
デラ（桜井ちひろ）
作詞：柚木美祐、作曲：松原みき、編曲：矢野立美
6. おジャ魔女トーク その2
7. 日曜日は魔法のコ
歌：MAHO堂（春風どれみ（千葉千恵巳）、藤原はづき（秋谷智子）、妹尾あいこ（松岡由貴））
作詞：大森祥子、作曲：浅田直、編曲：坂本直之
8. 魔法でチョイ2
歌：五條真由美
作詞・作曲：松原みき、編曲：MT-DRIVE
9. 小鳥の気持ち
歌：松平直子
作詞：大森祥子、作曲：阿部真、編曲：信田かずお
10. ゴキゲンよろしく!!
歌：ザ・しばたごろー
作詞：青柳美菜子、作曲：浅田直、編曲：MT-DRIVE
11. 10秒かぞえて
歌：五條真由美
作詞：柚木美祐、作曲・編曲：坂本昌之
12. おジャ魔女トーク その3
13. 女のコは勉強中!
歌：MAHO堂（春風どれみ（千葉千恵巳）、藤原はづき（秋谷智子）、妹尾あいこ（松岡由貴））
作詞：柚木美祐、作曲：池毅、編曲：坂本昌之
14. きっと明日は
歌：しゅうさえこ
作詞：大森祥子、作曲：茅原万起、編曲：川崎真弘
テレビアニメ『おジャ魔女どれみ』エンディングテーマ

### BGMコレクション!!
『おジャ魔女CDくらぶ その2 おジャ魔女 BGMコレクション!!』はテレビアニメ『おジャ魔女どれみ』のサウンドトラックである。1999年7月21日発売。音楽は、奥慶一が担当している。
CDジャケットには、春風どれみが描かれている。
2005年、コロムビアミュージックエンタテインメントのANIMEX1200シリーズSpecialよりデジタルリマスタリング版が発売されている。
収録曲
1. おジャ魔女カーニバル!!（TVサイズ）
歌：MAHO堂（春風どれみ（千葉千恵巳）、藤原はづき（秋谷智子）、妹尾あいこ（松岡由貴））
作詞：大森祥子、作曲：池毅、編曲：坂本昌之
テレビアニメ『おジャ魔女どれみ』オープニングテーマ
2. 今日も元気にいってみよう!
3. プリチー・ウィッチー・どれみッチー
4. おジャ魔に大活躍!
5. プリチー・ウィッチー・はづきッチー
6. ステキなMAHO堂
7. プリチー・ウィッチー・あいこッチー
8. 3年2組の仲間たち
9. あやしい予感
10. ワクワク好奇心 ドキドキ大冒険
11. ささいな口ゲンカ
12. 夢みる女の子
13. 世界いち不幸な美少女?
14. 神秘の魔女界
15. 力をあわせて!
16. ハッピーラッキーみんなにと〜どけ!
17. きっと明日は（TVサイズ）
歌：しゅうさえこ
作詞：大森祥子、作曲：茅原万起、編曲：川崎真弘
テレビアニメ『おジャ魔女どれみ』エンディングテーマ

- #2 - 16：作曲・編曲は奥慶一。

### おジャ魔女♥ハッピッピ♥ドラマシアター!!
『おジャ魔女CDくらぶ その3 おジャ魔女♥ハッピッピ♥ドラマシアター!!』は、テレビアニメ『おジャ魔女どれみ』のドラマCDである。1999年8月21日発売。
CDジャケットには、春風どれみ、藤原はづき、妹尾あいこ、マジョリカ、ララが描かれている。

収録曲
1. プロローグ
2. おジャ魔女カーニバル!!（TVサイズ）
歌：MAHO堂（春風どれみ（千葉千恵巳）、藤原はづき（秋谷智子）、妹尾あいこ（松岡由貴））
作詞：大森祥子、作曲：池毅、編曲：坂本昌之
3. 藤原家 〜お食事にする?お風呂にする?〜
4. どれみの看護婦篇
5. はづきの部屋 〜インターミッション〜
6. はづきの女子プロレスラー篇
7. はづきの部屋 〜インターミッション〜
8. おジャ魔女3分クッキング!!
9. あいこの刑事篇
10. エピローグ〜きっと明日は（TVサイズ）
歌：しゅうさえこ
作詞：大森祥子、作曲：茅原万起、編曲：川崎真弘

ドラマパート内容
どれみ、あいこ、ぽっぷがはづきの家でお泊り。
マジョリカ、ララも加わり、どれみ、はづき、あいこがそれぞれ自分の夢が叶ったらどうなるのか魔法で確かめてみるのだが…
脚本：山田隆司、演出：五十嵐卓哉。

### MAHO堂のおジャ魔女クリスマスカーニバル!!
『おジャ魔女CDくらぶ その7 MAHO堂のおジャ魔女クリスマスカーニバル!!』は、テレビアニメ『おジャ魔女どれみ』のキャラクターソングアルバム。1999年11月21日発売。歌はMAHO堂（春風どれみ（千葉千恵巳）、藤原はづき（秋谷智子）、妹尾あいこ（松岡由貴））。
CDジャケットには、春風どれみ、藤原はづき、妹尾あいこ、春風ぽっぷが描かれている。
収録曲
1. おジャ魔女カーニバル!!
作詞：大森祥子、作曲：池毅、編曲：坂本昌之
2. ジングル・ベル
作詞：James S.Pierpont、訳詞：音羽たかし、作曲・編曲：坂本昌之
3. サンタが街にやってくる
作詞：J.Fred Coots・H.Gillespie、訳詞：カンベ・タカオ、作曲・編曲：坂本昌之
4. 赤鼻のトナカイ
作詞：Johnny Marks、訳詞：新田宣夫、作曲・編曲：坂本昌之
5. サンタクロースがやってくる
作詞：O.Haldeman・G.Autry、訳詞：明石六朗、作曲・編曲：坂本昌之
6. きよしこの夜（賛美歌109番）
作詞：J.Mohr・Franz Gruber、訳詞：由木康、作曲・編曲：坂本昌之

## おジャ魔女ソロヴォーカルコレクション

### 春風どれみ篇
「おジャ魔女CDくらぶ その4 おジャ魔女ソロヴォーカルコレクション 春風どれみ篇」は、春風どれみ（千葉千恵巳）のキャラクターソングを収録したシングルである。1999年10月21日発売。
収録曲
1. オープニングナレーション
2. 乙女は急に止まれない
作詞：大森祥子、作曲・編曲：奥慶一
3. きっとちゃんと女の子
作詞：大森祥子、作曲・編曲：奥慶一
4. 乙女は急に止まれない（オリジナル・カラオケ）
5. きっとちゃんと女の子（オリジナル・カラオケ）
6. エンディングナレーション
7. おジャ魔女カーニバル!!（メロ入りオリジナル・カラオケ）

### 藤原はづき篇
「おジャ魔女CDくらぶ その5 おジャ魔女ソロヴォーカルコレクション 藤原はづき篇」は、藤原はづき（秋谷智子）のキャラクターソングを収録したシングルである。1999年10月21日発売。
収録曲
1. オープニングナレーション
2. 月夜の魔法
作詞：大森祥子、作曲・編曲：奥慶一
3. 明日の私
作詞：大森祥子、作曲・編曲：奥慶一
4. 月夜の魔法（オリジナル・カラオケ）
5. 明日の私（オリジナル・カラオケ）
6. エンディングナレーション
7. きっと明日は（メロ入りオリジナル・カラオケ）

### 妹尾あいこ篇
「おジャ魔女CDくらぶ その6 おジャ魔女ソロヴォーカルコレクション 妹尾あいこ篇」は、妹尾あいこ（松岡由貴）のキャラクターソングを収録したシングルである。1999年10月21日発売。
収録曲
1. オープニングナレーション
2. あいこにおまかせ!
作詞：大森祥子、作曲・編曲：奥慶一
3. パーッといこう!!
作詞：大森祥子、作曲・編曲：奥慶一
4. あいこにおまかせ!（オリジナル・カラオケ）
5. パーッといこう!!（オリジナル・カラオケ）
6. エンディングナレーション
7. 魔法でチョイ2（オリジナル・カラオケ）

## MAHO堂
テレビアニメシリーズの主題歌や挿入歌を歌った声優ユニット。名称は作品内でメインキャラたちが働く架空の店「MAHO堂」に由来し、彼女たちを演じた声優たちによって構成されている。

### メンバー
| キャラクター | 声優       | 参加          |
| ------------ | ---------- | ------------- |
| 春風どれみ   | 千葉千恵巳 | 1年目から参加 |
| 藤原はづき   | 秋谷智子   | 1年目から参加 |
| 妹尾あいこ   | 松岡由貴   | 1年目から参加 |
| 瀬川おんぷ   | 宍戸留美   | 2年目から参加 |
| 飛鳥ももこ   | 宮原永海   | 3年目から参加 |
| ハナちゃん   | 大谷育江   | 4年目から参加 |

シリーズ1年目では、千葉千恵巳、秋谷智子、松岡由貴の3人（トリオ）構成であったが、2年目に宍戸留美が加わって4人（カルテット）、3年目に宮原永海が加わって5人（クインテット）、4年目に大谷育江が加わって6人（セクステット）、と1人ずつ増えていった。3年目放映中に公開されたミュージカルでは、1年目や2年目で使われたものを3年目のメンバー全員でカバーした曲があり、「+2 Version」（3人→5人）または「+1 Version」（4人→5人）とされている。
4年目放映中に公開されたミュージカルでは、シナリオの都合上大谷を除く5人構成や、宮原と大谷を除く4人構成で歌った曲がある。4年目終了後に公開された劇団飛行船版ミュージカルでは、第1幕が5人構成・第2幕が6人構成だった。
1999年の第4回「アニメーション神戸」において、「おジャ魔女カーニバル!!」でAM神戸賞（主題歌賞）を受賞した。MAHO堂名義でオリコン最高位を記録したシングルは、「おジャ魔女はココにいる」と「ナ・イ・ショ・Yo! おジャ魔女」で、共に最高位49位。
テレビシリーズ終了後も、不定期ながら音楽イベントに登場することがある（各メンバーのスケジュールの都合もあり、無印時代が多い）。

### 曲目
おジャ魔女どれみ（第1期）
唄：MAHO堂（3人）
- 「おジャ魔女カーニバル!!」（OP）
作詞：大森祥子、作曲：池毅、編曲：坂本昌之
- 「女のコは勉強中!」
作詞：柚木美祐、作曲：池毅、編曲：坂本昌之
- 「日曜日は魔法のコ」
作詞：大森祥子、作曲：浅田直、編曲：坂本昌之
- 「ジングル・ベル」
訳詞：音羽たかし、作詞・作曲：Pierpont、編曲：坂本昌之
- 「サンタが街にやってくる」
訳詞：カンベ・タカオ、作詞・作曲：J. F. Coots - H. Gillespie、編曲：坂本昌之
- 「赤鼻のトナカイ」
訳詞：新田宣夫、作詞・作曲：J. Marks、編曲：坂本昌之
- 「サンタクロースがやってくる」
訳詞：明石六郎、作詞・作曲：O. Haldeman - G. Autry、編曲：坂本昌之
- 「きよしこの夜（賛美歌109番）」
訳詞：由木康、作詞・作曲：J. Mohr - F. Gruber、編曲：坂本昌之

おジャ魔女どれみ♯（第2期）
特記ない物は唄：MAHO堂（4人）
- 「おジャ魔女はココにいる」（OP）
作詞：並河祥太、作曲・編曲：堀隆
- 「声をきかせて」（ED）
作詞・作曲：杉山加奈、編曲：丸尾めぐみ
- 「ルピナスの子守唄」
作詞：相吉志保、作曲：竹田えり、編曲：大森俊之
コーラスバージョンの他、各メンバーによるソロバージョンも発売された。
- 「空までJumping」
作詞：竹田えり、作曲・編曲：大森俊之
- 「ともだちの唄」
作詞：並河祥太、作曲・編曲：大森俊之

も〜っと! おジャ魔女どれみ（第3期）
特記ない物は唄：MAHO堂（5人）
- 「おジャ魔女でBAN2」（OP）
作詞：里乃塚玲央、作曲：小杉保夫、編曲：安井歩
- 「すいーとそんぐABC」
原案：影山由美、作詞：柚木美祐、作曲・編曲：奥慶一
コーラスバージョンの他、各メンバーによるソロバージョンも発売された。
- 「ほんじゃまおジャ魔女大集合!!」
作詞：里乃塚玲央、作曲：小杉保夫、編曲：安井歩
- 「Oh! ヤサイ・サンバ」
作詞：柚木美祐、作曲・編曲：奥慶一
- 「おジャ魔女 ハッピークリスマス」
作詞：大森祥子、作曲：小杉保夫、編曲：安井歩
- 「おジャ魔女でBAN2（クリスマス・リミックスヴァージョン）」
作詞：里乃塚玲央、作曲：小杉保夫、編曲：安井歩
- 「諸人こぞりて（賛美歌112番）」
訳詞：不詳、作詞・作曲：P. Doddridge、編曲：安井歩
- 「ホワイト・クリスマス」
作詞・作曲：I. Berlin、編曲：安井歩
- 「ママがサンタにキスをした」
訳詞：漣健児、作詞・作曲：T. Conner、編曲：安井歩
- 「夏のまほう」（映画ED）
柚木美祐、作曲：池毅、編曲：信田かずお
- 「カエルが一つなきゃ」（映画挿入歌）
作詞：栗山緑、作曲：池毅、編曲：信田かずお、唄：MAHO堂with五條真由美
- 「おジャ魔女カーニバル!!（+2 Version）」（ミュージカルOP）
作詞：大森祥子、作曲：池毅、編曲：坂本昌之
- 「ピリカピリ♥ラッキー!（MAHO堂 Version）」（ミュージカル挿入歌、以下同様）
作詞：柚木美祐、作曲：松原みき、編曲：坂本昌之
- 「おジャ魔女はココにいる（+1 Version）」
作詞：並河祥太、作曲・編曲：堀隆
- 「ルピナスの子守唄（+1 Version）」
作詞：相吉志保、作曲：竹田えり、編曲：大森俊之

おジャ魔女どれみドッカ〜ン!!（第4期）
特記ない物は唄：MAHO堂（6人）
- 「DANCE!おジャ魔女」（OP）
作詞：もりちよこ、作曲：小杉保夫、編曲：山中紀昌
- 「おジャ魔女音頭でハッピッピ!! 」（夏期ED）
作詞：武頼杏、作曲：小杉保夫、編曲：上田益
- 「MAHOでチャチャチャ」
作詞：大森祥子、作曲・編曲：奥慶一
- 「ドッカ〜ン! パーティータイム!!」
作詞：桑原永江、作曲：小杉保夫、編曲：HULK
- 「それゆけ! マジョレンジャー」
作詞：桑原永江、作曲・編曲：まきのさぶろう
- 「サンキューマミーズ」
作詞：大森祥子、作曲・編曲：金井江右、唄：ハナちゃん（大谷育江）、合いの手コーラス：MAHO堂（5人）
- 「MAHOでチャチャチャ（-2ヴァージョン）」（ミュージカル挿入歌）
作詞：大森祥子、作曲・編曲：奥慶一、唄：MAHO堂（4人）
- 「わたしのつばさ（出演者歌唱ヴァージョン）」（ミュージカルED）
作詞：ひかわさくら、作曲：佐藤恭野、編曲：信田かずお、唄：出演者全員

劇団飛行船マスクプレイミュージカル・おジャ魔女どれみ
- 「わたしのつばさ（MAHO堂ヴァージョン）」（ED）
作詞：ひかわさくら、作曲：佐藤恭野、編曲：信田かずお、唄：MAHO堂（6人）
- 「おジャ魔女どれみシリーズ・オープニングメドレー（仮題）」（カーテンコール）
  - 2曲ともCDなどには未収録

おジャ魔女どれみ ナ・イ・ショ（第5期）
唄：MAHO堂（6人）（大谷育江はハナちゃん（赤ちゃん）として参加）
- 「ナ・イ・ショ・Yo! おジャ魔女」（OP）
作詞：柚木美祐、作曲：吉山隆之、編曲：川本盛文
- 「ステキ∞」（ED）
作詞：柚木美祐、作曲：坂下正俊、編曲：川本盛文

### ディスコグラフィ
MAHO堂の曲を収録したCDは、シリーズ1年目はバンダイミュージック、2年目はスターチャイルド（キングレコード）、3年目以降はマーベラスエンターテイメントから発売された。バンダイミュージックの解散にともなって1年目のCDはすべて廃盤となったが、収録曲はマーベラスのCDに再録された（詳細はおジャ魔女どれみ#CD / CDドラマを参照）。

#### シングル
|    | 発売日        | タイトル                                           |
| -- | ------------- | -------------------------------------------------- |
| 1  | 1999年3月5日  | おジャ魔女カーニバル!! ／ きっと明日は             |
| 2  | 2000年3月24日 | おジャ魔女は ココにいる ／ 声をきかせて            |
| ３ | 2000年7月5日  | ぽっぷな勇気 ／ ひまわり                           |
| ４ | 2001年2月21日 | おジャ魔女でBAN² ／ たからもの                     |
| ５ | 2001年7月4日  | 夏のまほう ／ カエルが一つなきゃ                   |
| ６ | 2002年2月21日 | DANCE! おジャ魔女 ／ わたしのつばさ                |
| ７ | 2002年6月12日 | おジャ魔女音頭でハッピッピ!! ／ MAHOでチャチャチャ |
| ８ | 2004年9月24日 | ナ・イ・ショ・YO! おジャ魔女 ／ ステキ∞            |

#### アルバム
| シーズン | 発売日         | タイトル |
| -------- | -------------- | --- |
| 1        | 1999年4月21日  | おジャ魔女CDくらぶ その1 おジャ魔女ヴォーカルコレクション!!                                                         |
| 1        | 1999年7月21日  | おジャ魔女CDくらぶ その2 おジャ魔女 BGMコレクション!!                                                               |
| 1        | 1999年8月21日  | おジャ魔女CDくらぶ その3 おジャ魔女♥ハッピッピ♥ドラマシアター!!                                                     |
| 1        | 1999年11月21日 | おジャ魔女CDくらぶ その7 MAHO堂のおジャ魔女クリスマスカーニバル!!                                                   |
| 2        | 2000年6月21日  | MAHO堂 CDコレクション1 さうんどとらっく ぼりゅーむ1                                                                 |
| 2        | 2000年8月3日   | MAHO堂 CDコレクション2 すくりーんテーマ&しーくれっとすと〜り〜                                                      |
| 2        | 2001年1月24日  | MAHO堂 CDコレクション3 そんぐ・ふぇすてぃばる♪                                                                      |
| 3        | 2001年3月23日  | おジャ魔女BAN2 CDくらぶ1 おジャ魔女ニューBGMコレクション!!                                                          |
| 3        | 2001年5月23日  | おジャ魔女BAN2 CDくらぶ2 も〜っと!おジャ魔女 すい〜とソングコレクション!!                                           |
| 3        | 2001年6月21日  | おジャ魔女BAN2 CDくらぶ3 おジャ魔女ミュージカル ヴォーカルコレクション!!                                            |
| 3        | 2001年8月22日  | おジャ魔女BAN2 CDくらぶ4 おジャ魔女パジャマ・ミュージックトーク!!                                                   |
| 3        | 2001年11月21日 | おジャ魔女BAN2 CDくらぶ10 MAHO堂のおジャ魔女BAN2クリスマスパーティ!!                                                |
| 3        | 2002年1月23日  | おジャ魔女BAN2 CDくらぶ11 おジャ魔女BAN2 カーテンコール!!                                                           |
| 4        | 2002年6月21日  | おジャ魔女ドッカ〜ン! CDくらぶ その2 おジャ魔女ドッカ〜ン!ソングライブラリィ!!                                      |
| 4        | 2002年7月24日  | おジャ魔女ドッカ〜ン! CDくらぶ その3 おジャ魔女ミュージカルコレクションドッカ〜ン! おジャ魔女危機一髪!音楽界を救え! |
| 4        | 2002年8月21日  | おジャ魔女ドッカ〜ン! CDくらぶ その4 おジャ魔女ドッカ〜ン!BGMコレクション・プラスアルファ                           |
| 4        | 2002年12月21日 | おジャ魔女ドッカ〜ン! CDくらぶ その7 おジャ魔女ドッカ〜ン!ドラマシアター *MAHO堂の魔女界はっぴっぴツアー!!*         |